# St. Nikolaus (Edenstetten)

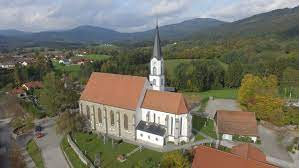
Außenansicht Pfarrkirche St. Nikolaus Edenstetten

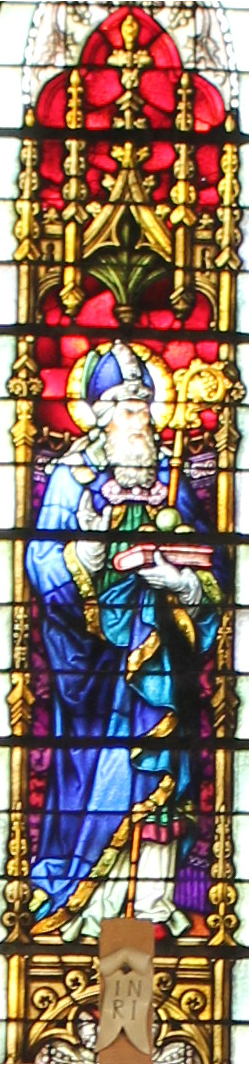
St. Nikolaus Glasgemälde

St. Nikolaus ist eine römisch-katholische Pfarrkirche in Edenstetten, einem Ortsteil von Bernried im niederbayerischen Landkreis Deggendorf. Sie wurde erstmals 1287 in einem Ablassbrief des Bischofs Bruno von Brixen urkundlich erwähnt. Am 28. Oktober 1805 wurde mit Unterstützung des Königs von Bayern eine eigene Pfarrei gegründet. Die Hauptbestandteile der Kirche stammen aus drei verschiedenen Bauperioden: Der 35 m hohe Turm stammt aus dem 13./14. Jahrhundert, das Presbyterium aus dem Jahr 1412 und das Kirchenschiff aus dem Jahr 1861. Trotz der zahlreichen Abriss- und Erweiterungsarbeiten im Lauf der Jahrhunderte stellt der Bau eine gelungene Verbindung von spätmittelalterlicher und neuerer Architektur dar. Die Kirche und die Innenausstattung sind im gotischen und neugotischen Stil gehalten.

## Der Kirchenpatron
Der Kirchenpatron der Pfarrkirche ist der hl. Bischof Nikolaus. In der Pfarrkirche ist er auf dem mittleren Farbfenster der Fa. F. X. Zettler aus München dargestellt.
Sein lokales Ansehen als Wasser- und Rodungspatron sieht man darin, dass das Edenstettener Pfarrgebiet sowie die politischen Gemeinden Metten und Bernried vom 9. bis zum 13. Jahrhundert größtenteils Rodungsgebiet des Klosters Metten oder der bayerischen Herrscher war. Die Ortschaften Edenstetten (der Ortsname Edenstetten stammt vom alten Wort „Otensteten“, was „Ort am Wasser“ bedeutet) und Weibing (der Ortsname Weibing stammt vom alten Wort „Weybern“, was „bei den Weihern“ bedeutet) waren bis ins 13. Jahrhundert hinein Sumpfgebiete. Ihre Trockenlegung ging mit der erstmaligen sesshaften Besiedelung im 13. Jahrhundert einher.

## Baugeschichte
In der Westseite des heutigen Kirchturms findet sich die Rückwand einer flachen Apside aus der romanischen Periode. Ob diese Rückwand von einem profanen oder kirchlichen Bauwerk stammt, bleibt unklar. Wilhelm Fink vermutet, der Kirchturm gehörte ursprünglich zu einer Burganlage, außerdem fand man beim Bau des heutigen Kirchenschiffes die Fundamente eines romanischen Bauwerks, möglicherweise die vermutete Burganlage, höchstwahrscheinlich aber die Fundamente der Nikolauskapelle. Der Bau des heutigen Kirchturms lässt sich im 13./14. Jahrhundert festmachen, zu dieser Zeit befand sich auf dem Hügel, laut dem Ablassbrief des Bischofs Bruno von Brixen, eine „Kapelle, welche mit dem Kloster Metten verbunden ist“ (capellam Ottensteten illi [= Kloster Metten] coherentem [...]) von einer Burg, bzw. der Funktion der Nikolauskapelle als Burgkapelle ist hier und auch in späteren Ablassbriefen und Stiftungen nicht die Rede.

### Nikolauskapelle
Eine Kirche, die als Patron den hl. Nikolaus aufweist, wird erstmals im Ablassbrief des Bischofs Bruno v. Brixen an die Kirche (in diesem Fall: Kapelle) des heiligen Nikolaus in Edenstetten urkundlich belegt. Die vorhandenen Quellen des Klosters Metten über kirchliche Bauten in Edenstetten müssten erst genauer ausgewertet werden, um Rückschlüsse über die Bauzeit oder künstlerische Gestaltung dieser Nikolauskapelle zu ziehen.

### Heutige Pfarrkirche

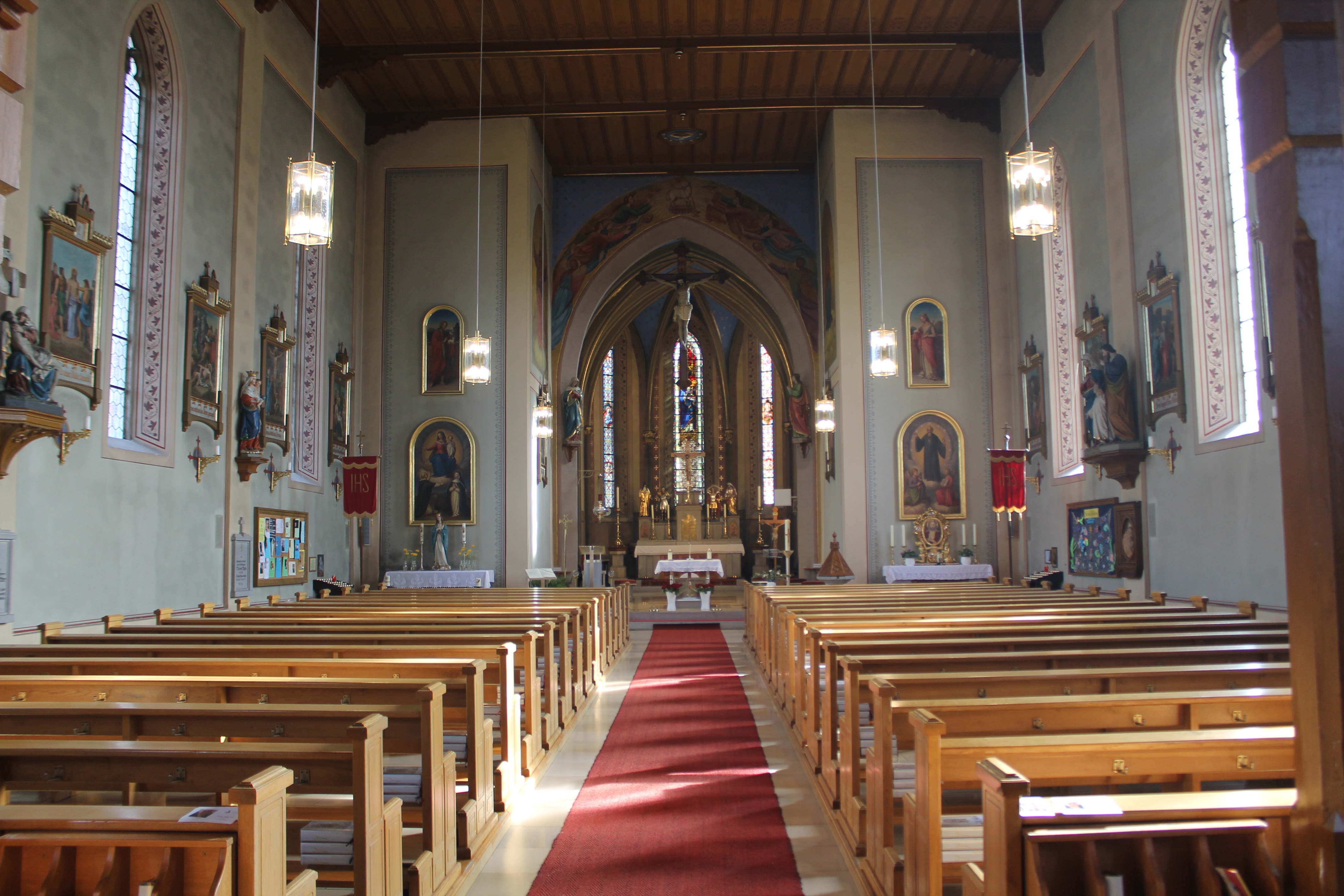
Innenansicht Pfarrkirche St. Nikolaus

Der 35 Meter hohe Turm der heutigen Pfarrkirche stammt aus dem 13./14. Jahrhundert, das Presbyterium aus dem Jahr 1412. Im Jahr 1861 wurde das heutige Kirchenschiff erbaut. Die barocke Zwiebelhaube des gotischen Turms wurde im Oktober 1876 nach über 15-jährigen Bemühungen in den heutigen gotischen Turmhelm geändert. Die Pfarrkirche erlebte in ihrer über 700-jährigen Baugeschichte verschiedene Fassungen des Kircheninneren; als Fassungsträger wurde immer Kalkputz verwendet. Eine erste Fassung lässt sich im Presbyterium an den Kreuzrippen sowie der Wandfläche nachweisen. Hierbei handelt es sich um die Fragmente einer mittelalterlichen Fassung, vermutlich der ursprünglichen gotischen Fassung des Presbyteriums aus dem 15. Jahrhundert. Eine weitere Fassung erfolgte erst nach dem Anbau des Kirchenschiffes 1861: Karl Rappit aus Deggendorf trug eine Kalkfassung auf. Das Gebälk und die Profilleisten der Langhausdecke tragen eine sienafarbene Holzlasur mit drei verschiedenen Ornaments-typen, diese Gliederung lässt sich auch bei der Empore beobachten. An den Wandflächen des Kirchenschiffes trug er eine provisorische Kalkfassung auf, welche bei der Erstbemalung des Kirchenschiffes 1884/85 als Träger verwendet wurde. Diese Fassung von 1884/85 wurde bei der Restaurierung 1990 freigelegt und restauriert. Das Rippenkreuz, bzw. Kappengewölbe weist eine kräftige ultramarinblaue Fassung mit aufgemalten vergoldeten Sternen (Durchmesser 13 cm) auf. Ein 5 cm breites vergoldetes Band umrandet die Deckenfläche; diesem Band folgt im Abstand von 1 cm eine vergoldete Linierung von 1 cm Stärke. Die Kreuzrippen weisen in ergänzender Form die bereits erwähnte mittelalterliche Fassung auf. Die Wandpfeiler sind in einer umbra- und ockerfarbenen Fassung gegliedert. An der Wandfläche des Presbyteriums befindet sich bis zu einer Höhe von 2,10 m ein in dunklem Ocker gehaltener und schwarz konturierter Arkadenfries, gefolgt von einem ca. 48 cm breiten Zierstreifen. Die Wandfläche des Presbyteriums ist ab etwa 2,58 m Höhe in ergänzender Weise zur mittelalterlichen Fassung ockerfarben getüncht. In den Jochen ohne Fenster befinden sich ab der Höhe der Kapitelle, auf Medaillonfriesen sitzend, Ölgemälde von Frater Lukas Strake. Freigelegt und restauriert wurden 1990 nur die Fresken des Herz Jesu und Herz Mariä vor dem Triumphbogen und das Lamm Gottes über dem Triumphbogen. In den Jochen mit Fenster schließt an den Kreuzfries ein in der Fensterleibung liegender Weinreben-Fries an. Der Triumphbogen weist eine umbragrüne Tünchung auf; auf der Wandfläche über dem Triumphbogen befindet sich ein Lamm-Gottes Fresko, darüberliegend lässt sich dieselbe Fassung wie am Gewölbe des Presbyteriums ausmachen. Die Wandfläche vor dem Triumphbogen, welche noch dem Bau aus dem 15. Jahrhundert zuzuordnen ist, ist in rötlichen Ockerfarben getüncht und caput-mortuum abliniert (gequadert). An der unteren Wandfläche findet sich ein kräftig blauer (gegliederter) Fries, an der oberen Wandfläche die erwähnten Fresken. An der Wandfläche des Kirchenschiffes wurde diese Fassung mit Änderungen bei den gequaderten Gliederungen übernommen. Die Fenster im Kirchenschiff weisen, im Gegensatz zu den Fenstern des Presbyteriums, gotisches Maßwerk auf. Die Farbfenster links und rechts neben dem zentralen Nikolausfenster sind Stiftungen der Gutsherren Franz und Maria Denk von Birket aus dem Jahr 1871. Das Farbfenster ganz rechts im Presbyterium war ursprünglich nicht dafür gedacht hier eingebaut zu werden (es ist nur ein Zierstreifen vorhanden). Die Deckenfläche im Langhaus sowie die Emporenbrüstung wurden in der Fassung von 1861 belassen.
In den Jahren 1901–1907 erfolgte eine teilweise Ölfassung. Bei dieser Fassung wurde die bereits beschriebene Fassung von 1884/85 integriert. Die Änderungen im Jahr 1901 belaufen sich auf eine Neufassung der Wand hinter dem linken Seitenaltar im Zusammenhang mit der Errichtung des gotischen Nebenaltars sowie einige Ausbesserungen im Presbyterium. 1907 wurde der rechte gotische Nebenaltar errichtet, die dahinterliegende Wand gefasst und im Presbyterium eine neue Fassung, insbesondere der Wandflächen, aufgetragen. Das Kirchenschiff erhielt aus der Kunstglaserei Weichselgärtner seine heutigen Fenster.
Im Jahr 1933 wurde das gesamte Kircheninnere in Leimfarben gefasst, diese Fassung wurde später durch eine helle, graue Farbschicht ersetzt. 1963 wurde ein helles, graues Kalk-Leim-Gemisch aufgetragen; im Presbyterium wurden die Kapitelle mithilfe der Ölmixtion-Technik versilbert. Im Jahr 1979 wurde ein weißes Kalk-Leim-Gemisch aufgetragen.
Auf den Säulenkapitellen im Presbyterium befinden sich verschiedene christliche Symbole:
- Sonne: Symbolisiert das Licht Gottes, das alles erleuchtet
- Geflügelter Mensch: Symbol des Evangelisten Matthäus (aufgrund der Flügel wird das Symbol des Matthäus auch als Engel bezeichnet)
- Lamm Gottes: Symbol, das das österliche Lamm Gottes zeigt (mit christlicher Siegesfahne)
- Hand: Hand, die den Segensgestus zeigt
- Löwe: Symbol des Evangelisten Markus
- Stier: Symbol des Evangelisten Lukas
- Pelikan: Christliches Symbol der Nächstenliebe
- Adler: Symbol des Evangelisten Johannes
- Christus mit Kreuznimbus: Christus wird mit Kreuznimbus dargestellt, um ihn herum befinden sich entweder Wolken (vgl. Offb 1, 7) oder Feuer (vgl. Mk 10, 34).
- Geier/Rabe: Geier bzw. Raben finden besondere biblische Erwähnung, so auch im Lukasevangelium 12, 24: Hier werden die Raben im Rahmen des Gleichnisses „Von der rechten Sorge“ besonders erwähnt, nämlich als von Gott genährt.

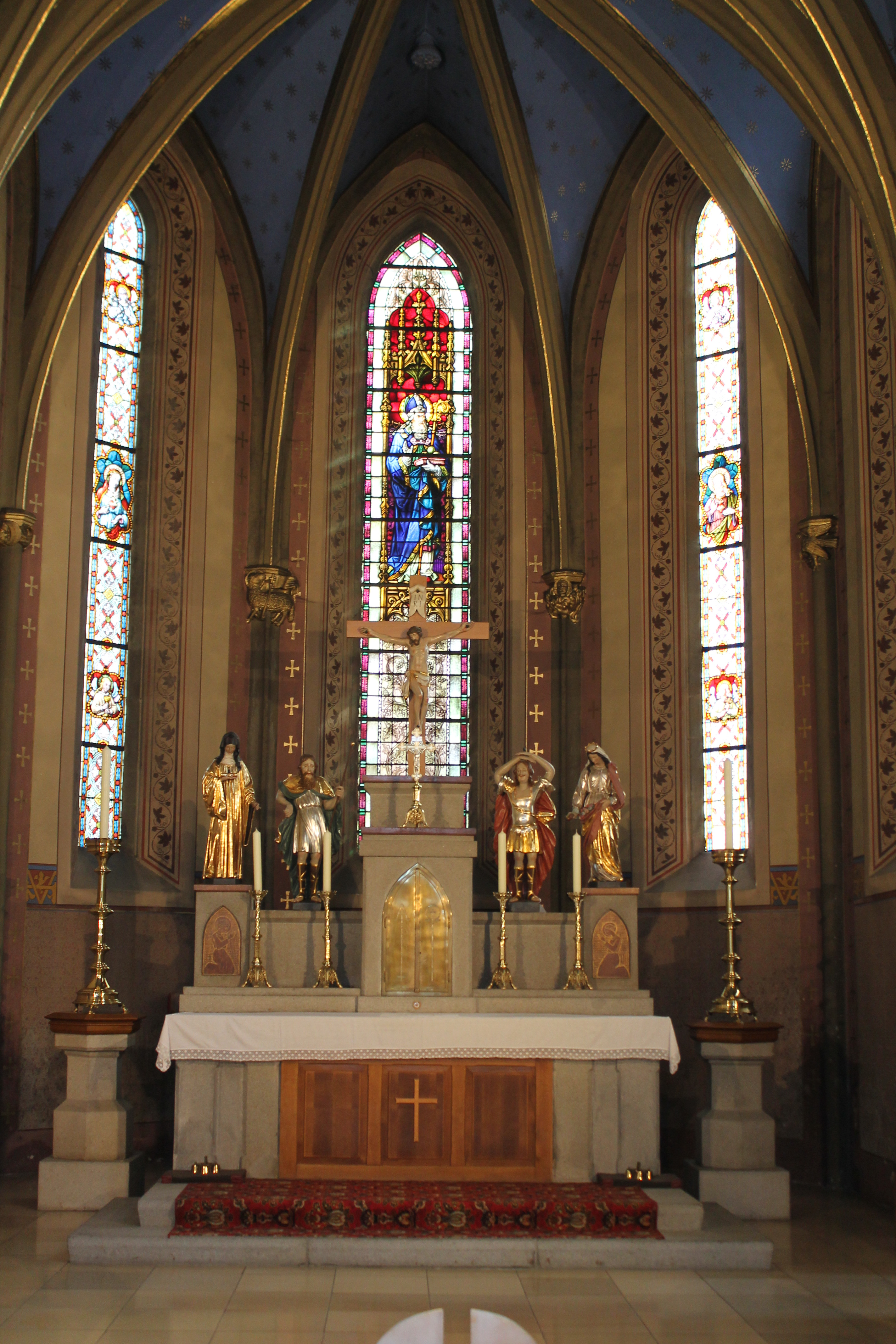
Hochaltar Pfarrkirche St. Nikolaus Edenstetten

Im Gewölbe des Presbyteriums lassen sich das Lamm Gottes (siehe oben) über dem Hochaltar, die Taube als Symbol für den Hl. Geist sowie eine Rose als Symbol für die Jungfrau Maria ausmachen. In der Decke des Kirchenschiffes findet sich erneut die Taube als Symbol für den Hl. Geist.

### Hochaltar
Der heutige Hochaltar stammt aus dem Jahr 1931, der Altarstein selbst jedoch aus dem Jahr 1863. Er wurde, wie die beiden Seitenaltäre auch, am 14. Juni 1863, dem 3. Sonntag nach Pfingsten, durch Bischof Ignatius von Senestrey feierlich konsekriert. Der Entwurf für den Hochaltar stammte von Joseph Schmid (Stein-metzpalier von Innenstetten) nach dem Motto:„Eine feste Burg ist unser Gott.“ Die Ausführung wurde durch Alfons Sendbühler (Steinmetz von Medernberg) bewerkstelligt. Im Hochaltar sind die Reliquien der Hll. Märtyrer Justinus, Vitalis, Vitus und der Märtyrerin Fortunata enthalten. Außerdem enthält das Herz unter dem Tabernakel Gesteinsfragmente aus dem Grab des hl. Bischofs Nikolaus.

### Sakramentshäuschen aus dem Jahr 1608

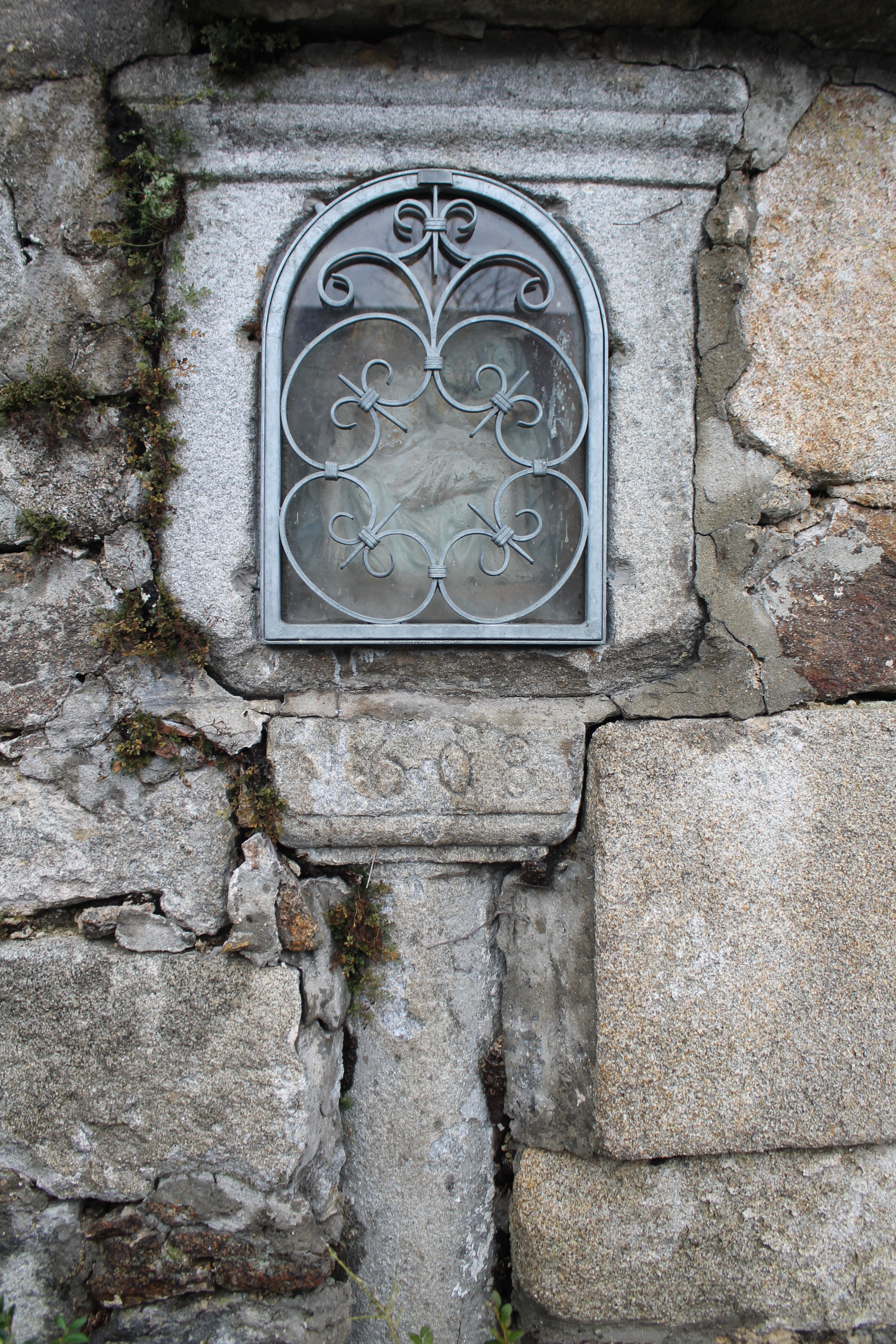
Sakramentshäuschen der Pfarrkirche St. Nikolaus aus dem Jahr 1608; südliche Friedhofswand

Ein Sakramentshäuschen dient dazu den Leib Christi in Gestalt der konsekrierten Hostie aufzubewahren. Erst das Konzil von Trient verpflichtete dazu die gewandelten Hostien im Tabernakel auf dem Hochaltar aufzubewahren. Das Sakramentshäuschen stand bis 1861 in der Nordwand des Presbyteriums direkt neben dem Hochaltar. Im Zuge des Kirchenschiffbaus 1861 wurde das Sakramentshäuschen in die südliche Friedhofswand verlegt. Dieses – in liturgischer und kunstgeschichtlicher Hinsicht wertvolle Zeugnis der Vergangenheit – sollte unbedingt wieder im Presbyterium aufgestellt werden.

## Glocken

### Historie
Aus dem Jahr 1871 hat sich eine Rechnung an die Kirche von Edenstetten von Max Gugg (Glockengießer aus Straubing) erhalten. Hier wird die Erweiterung des Edenstettener Geläutes von zwei Glocken aus dem 18. Jahrhundert (Große Glocke: Schlagton: C, Gewicht: 210 kg, der Glockenmantel trug den Spruchstreifen in Majuskeln: Mich goss Johann Florido in Straubing 1763, ebenso vier Bilder: Benediktuskreuz, Maria mit dem Jesuskind, Peter und Paul und eine Kreuzigungsgruppe | Kleine Glocke: Schlagton: D, Gewicht: 120 kg, der Glockenmantel trug den Spruchstreifen: Mich hat gegossen Johann Florido in Straubing 1785, ebenso vier Bilder: Kreuzigungsgruppe, St. Joseph mit dem Jesuskind, Bischof Ulrich und den sterbenden hl. Franz Xaver) auf insgesamt vier Glocken berechnet: Sterbeglocke (Obige kleine Glocke), 11-Uhr-Glocke (Obige Große Glocke), 12-Uhr-Glocke (Schlagton: A, Gewicht: 450 kg, der Glockenmantel trug die Inschriften: Beigeschafft durch Beiträge der Gemeinde. Gegossen von Max Gugg in Straubing 1870, ebenso zwei Bilder: Christus am Kreuz, Maria mit dem Jesuskind), Große Glocke (Schlagton: E, Gewicht: 824 kg, der Glockenmantel trug die Inschriften: Königsglocke. Ut in omnibus glorificetur deus 1878 Otto Spannagel, Landshut (=Dass in allem Gott verherrlicht werde) Seine Majestät König Ludwig II. von Bayern hat zum Guss dieser Glocke sechs Zentner Metall von einer französischen Kanone gespendet, die im Krieg 1870/71 von bayerischen Truppen erbeutet wurde. Deshalb erhielt diese Glocke den Namen Königsglocke.)
Im Jahr 1924 erhielt die Edenstettener Kirche ihr drittes Geläute. Während des Ersten Weltkrieges mussten drei Glocken fürs Vaterland geopfert werden. Die Große Glocke von 1870/71 blieb erhalten; zu dieser noch vorhandenen Glocke kamen 1924 von Max Gugg (Straubing) drei neue Glocken hinzu: Große Glocke (Obige Königsglocke), 12-Uhr-Glocke (St. Anton, Schlagton: gis, Gewicht: 427 kg, der Glockenmantel trug zwei Bilder: Hl. Kreuz und St. Anna), 11-Uhr-Glocke (St. Nikolaus, Schlagton: H, Gewicht: 229 kg, der Glockenmatel trug das Bild der Muttergottes mit dem Jesuskind), Sterbeglocke (St. Josef, Schlagton: d², Gewicht: 135 kg). Somit ergab sich das Klangbild des Septimeakkords E-Dur (e-gis-h-d). Am 12. März 1942 mussten während des Zweiten Weltkrieges auch von diesem Geläute drei Glocken fürs Vaterland geopfert werden.

### Heutiges Geläut
Das heutige Geläute stammt aus den Jahren 1924 und 1950. Es ist in der Kirchengeschichte von Edenstetten somit das vierte Geläute, zugleich auch das schwerste. Es hat ein Gesamtgewicht von 2297 kg. Aus dem Jahr 1924 hat sich die heutige Sterbeglocke (St. Josef) erhalten (135 kg; Schlagton: d²). 1950 wurden drei Glocken von Abt Emanuel Heufelder OSB (Kloster Niederaltaich) geweiht. Die größte Glocke ist nach dem hl. Nikolaus benannt (ca. 1100 kg; Schlagton: e1). Die zweite Glocke wurde Christkönig genannt (ca. 560 kg; Schlagton: g1). Die dritte Glocke wurde Maria Assumpta genannt (ca. 530 kg; Schlagton: a1). Die drei Glocken aus dem Jahr 1950 bilden somit das Te-Deum-Motiv (e1-g1-a1).

## Orgel

### Historie
Die Orgelgeschichte lässt sich für das 19. und 20. Jahrhundert rekonstruieren: 1841 tritt erstmals eine Orgel als „gut repariert“ in Erscheinung. Anfang des 19. Jahrhunderts kam aus Uttobrunn ein Positiv hinzu, das jedoch 1834 als „ganz ruinirt und nichts mehr werth“ beschrieben wird. 1861 wurde aus der Filialkirche Rettenbach eine Orgel für 150 fl. angeschafft. 1894 beschrieb ein Sachgutachten von Hauptlehrer Carl Müller aus Metten die „hochgradige Ruinösität“ der Orgel, so wurde von 1894 bis 1896 von Ludwig Edenhofer (Orgelbaumeister zu Deggendorf) eine neue Orgel gebaut. Jedoch nagte auch an diesem Instrument der Zahn der Zeit, so wurde am 5. Januar 1981 von Eberhard Kraus (Domorganist Regensburg) ein Gutachten eingeholt: „Der Klang ist [...] laut und dick. [...] Die technischen Funktionen sind ziemlich beeinträchtigt.“ So kam er zum selben Ergebnis wie seinerzeit Hauptlehrer Müller: Eine wirkliche Klangverbesserung ist nur durch einen Orgelneubau gegeben.

### Heutige Orgel

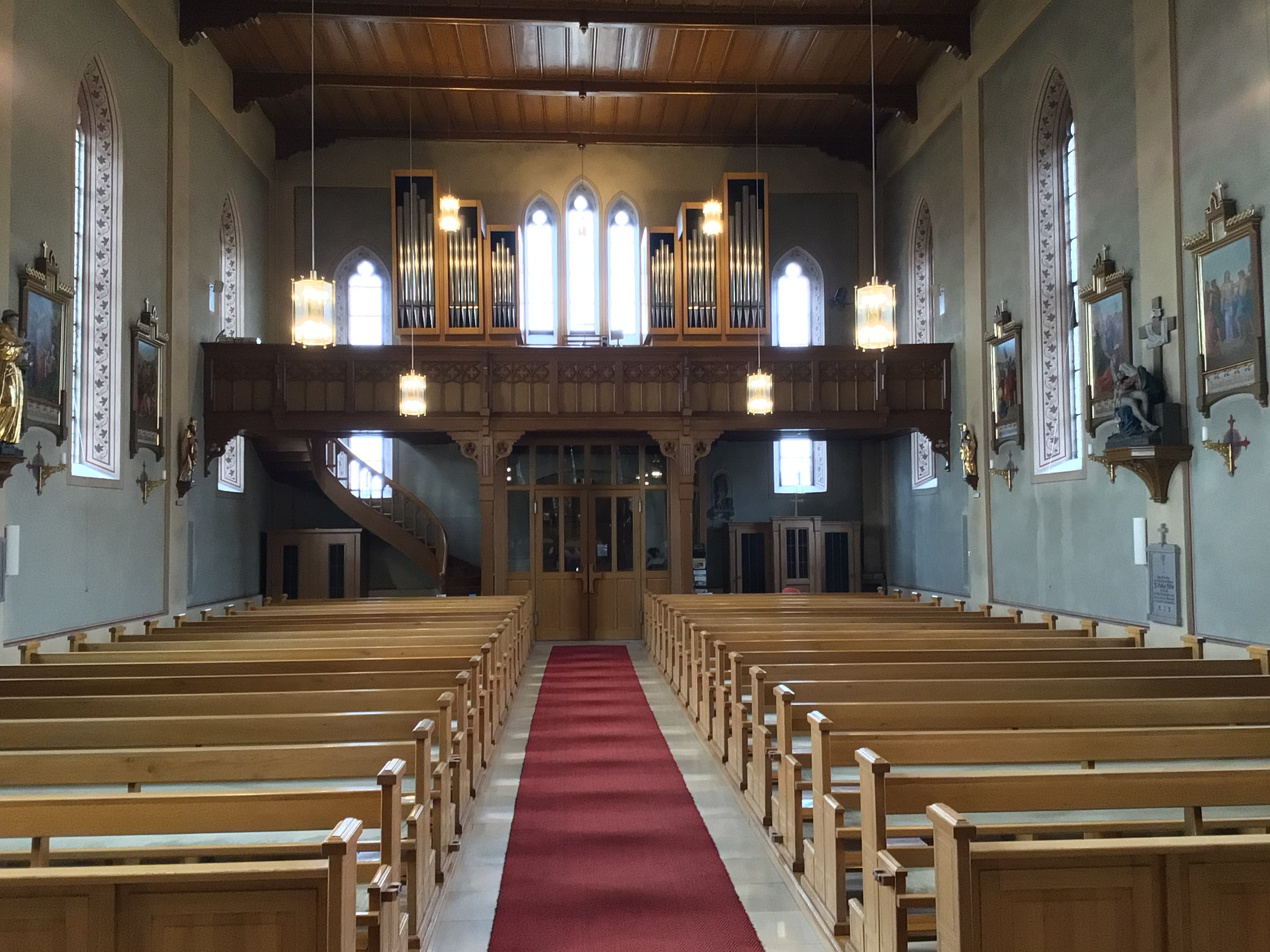
Pfarrkirche St. Nikolaus; Sicht vom Volksaltar aus

Die heutige Orgel, ein rein mechanisches Schleifladeninstrument ist in der Kirchengeschichte von Edenstetten das fünfte und größte Instrument. Die Disposition stammte von Alois Auer (Metten) und Eberhard Kraus. Die Prospektgestaltung, Bau und Intonation führte Fa. Michael Weise (Plattling) aus, die Schreinerarbeiten fertigte Fa. Alois Kraus (Weibing) an. Der Bau der Orgel dauerte von 1981 bis 1983. Am 18. Dezember 1983 konnte sie durch Vinzenz Guggenberger im Rahmen eines Festgottesdienstes, gestaltet durch den Kirchenchor der Pfarrei und den Chor des St. Michaels-Gymnasiums Metten, eingeweiht werden. Sie hat folgende Disposition:
| I Hauptwerk C–g3 |             |                |
| 01.              | Prinzipal   | 8′             |
| 02.              | Rohrflöte   | 8′             |
| 03.              | Oktave      | 4′             |
| 04.              | Spitzflöte  | 4′             |
| 05.              | Sesquialter | 2 ⁄3′ + 1 3⁄5′ |
| 06.              | Waldflöte   | 2′             |
| 07.              | Mixtur V    | 1 ⁄3′          |
| 08.              | Fagott      | 16′            |

| II Schwellpositiv C–g3 |             |       |
| 09.                    | Holzgedackt | 8′    |
| 10.                    | Spitzgambe  | 8′    |
| 11.                    | Blockflöte  | 4′    |
| 12.                    | Prinzipal   | 2′    |
| 13.                    | Quinte      | 1 ⁄3′ |
| 14.                    | Zimbel III  | 1⁄2′  |
| 15.                    | Krummhorn   | 8′    |
|                        | Tremulant   |       |

| Pedal C–f1 |               |                         |
| 16.        | Subbaß        | 16′                     |
| 17.        | Oktavbaß      | 08′                     |
| 18.        | Flötbaß       | 08′                     |
| 19.        | Choralbaß     | 04′                     |
| 20.        | Hintersatz IV | 2 ⁄3′ + 2′ + 1 ⁄3′ + 1′ |
| 21.        | Posaune       | 16′                     |

- Koppeln: II/I, I/P, II/P

## Besonderheiten
Monumentales Kreuz am Triumphbogen (aus Oberammergau; wird erstmals 1861 erwähnt), die einzigartigen und qualitätsvollen Kreuzwegbilder von Friedrich Bodenmüller, ein Kreuzreliquiar mit Splittern vom Kreuz Jesu und ein Sakramentshäuschen aus dem Jahr 1608 (1861 versetzt in die südliche Friedhofsmauer).